# Själens dunkla natt
Själens dunkla natt (spanska: La noche oscura del alma) är ett verk av den spanske poeten och katolske mystikern Johannes av Korset. Tillsammans med Bestigningen av berget Karmel utgör den ett sammanhängande verk som beskriver själens väg till förening med Gud.
Uttrycket "själens dunkla natt" används ofta för att beskriva en fas av mörker och torka i en persons andliga liv.